# Tripteroides similis
Tripteroides similis är en tvåvingeart som först beskrevs av George Frederick Leicester 1908.  Tripteroides similis ingår i släktet Tripteroides och familjen stickmyggor. Inga underarter finns listade i Catalogue of Life.